# Hallebarde (bateau)
Pour l'arme, voir Hallebarde.
La Hallebarde L9062 est un chaland de débarquement d'infanterie et de chars (CDIC) de la marine nationale française.

## Service
Construit par la Société Française de Construction navale (SFCN) à Villeneuve-la-Garenne en 1988, il est admis au service actif en 1989. Depuis le 21 juillet 2007 et par décision du Ministre de la Défense, il porte le nom de Hallebarde, nommé comme les autres navires de sa classe, du nom d'une arme blanche. Il est le 4e bâtiment de la Marine nationale à porter ce nom.
Il est retiré du service en juillet 2014.

## Autres navires ayant porté ce nom
1. Une canonnière, la numéro 33 construite en 1862 et baptisée Hallebarde en 1866. Elle fut désarmée en 1880.
2. un  contre-torpilleur de 300 tonnes construit en 1899 au chantier Augustin-Normand au Havre, participa au premier conflit mondial et fut désarmé en 1920.
3. un LSSL (Land Ship Support Large), bâtiment de construction américaine d'appui-feu pour les opérations de débarquement. Transféré à la France en 1950 pour la durée de la guerre d'Indochine, il fut rendu aux États-Unis en 1955. De ce navire, l'actuel CDIC Hallebarde porte aujourd'hui les couleurs de la croix de guerre des Théâtres d'opérations extérieurs.